# サレンダー (ダイアナ・ロスの曲)
「サレンダー」（Surrender）は、ダイアナ・ロスの1971年の曲。アシュフォード&シンプソンが作詞作曲した。ダイアナ・ロスの同名アルバム『サレンダー』のファーストシングルとしてモータウンレーベルからリリースされた。
このシングルは、ダイアナ・ロスがザ・スプリームスを脱退してソロアーティストとして活動して以降、ロスの5番目のトップ40シングルになった。この曲はBillboard Hot 100で38位を獲得し、R&Bチャートで16位を獲得した。 米国外では、「サレンダー」はイギリスでトップテンのヒットとなり、獲得した10位という順位は、イギリスにおける彼女の4番目の連続トップテンヒットであった。 
1983年に、ザ・フィフス・ディメンションはディスコ風のカバーバージョンをスートラ・レコードでレコーディングし、リード・ボーカルにフローレンス・ラルーをフィーチャーした。このカバーは事実上同じ作品であるが、ソングライターとしてクレジットされたのはアシュフォード&シンプソンではなくレニー・スタックとシェリル・クリスチャンズであった。

## 参加メンバー
- ダイアナ・ロス - リード・ボーカル
- アシュフォード&シンプソン、 ジョー・アームステッド - バックグラウンド・ボーカル
- ザ・ファンク・ブラザース - インストゥルメンテーション